# 가이저우시

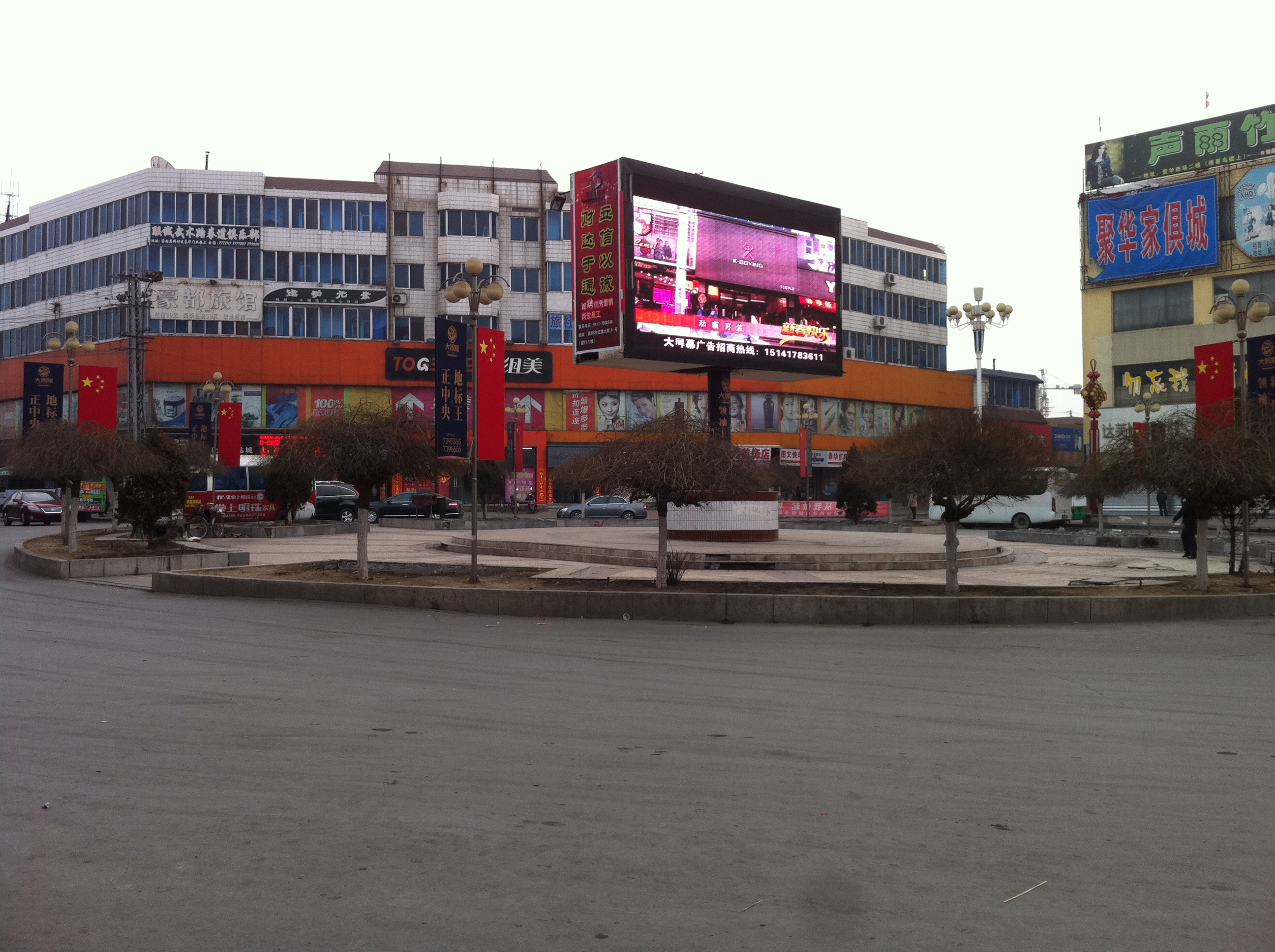

가이저우시(한국어: 개주시, 중국어: 盖州市, 병음: Gàizhōu Shì)는 중화인민공화국 랴오닝성 잉커우 시의 행정구역이다. 넓이는 2928km2이고, 인구는 2007년 기준으로 730,000명이다.

## 연혁

### 발해이전
한나라 요동군의 평곽현이 설치되었는데, 본 현성은 지금의 가이저우 시 도성위에 존재했다. 광개토대왕이 요동을 점령한 뒤 고구려의 땅이 되었다가 고구려가 요동땅을 개척하면서 폐허가 된 평곽현 근교 청석령향(靑石嶺鄕) 고려성자촌의 동쪽 석성산(石城山)에 건안성을 축조했다.
고구려-당 전쟁초기 당나라의 장수 장량이 비사성을 격파하고 본성을 공격했으나 안시성과 함께 당군을 격퇴했던 것으로 보아 요동성을 필두로 한 요동방어선의 주요 거점이었던 것으로 보인다. 고구려가 멸망한 뒤 당나라가 세운 괴뢰국인 소고구려는 본현의 건안성에 수도를 두었다.

### 요, 금, 원
요나라는 발해를 멸망시킨 건안성에 건안현(建安縣)을 두고 개모성의 원주민들을 본현으로 이주시켜 진주(辰州)를 설치했다. 초기에는 군명을 장평군(長平軍)이라 했으나 후에 봉국군(奉國軍)으로 개명되었고 본주는 동경유수사에 예속되었다. 인구는 2,000호였다.
금나라는 1193년(금 장종 명창 4년), 갈소관을 혁파하고 진주에다가 진주요해군절도사(辰州遼海軍節度使)를 두었다. 2년뒤 1195년(금 장종 명창 6년) 개모성에서 이름을 따와 개주로 이름을 바꾸고 주급은 하급(下)으로 설정한 다음 봉국군절도사(奉國軍節度使)를 파견했다. 18,456호의 주민들이 살았고 인근의 철주와 노주를 통폐합하여 4현2진을 두었다. 속현/속진은 다음과 같았다.
| 현명/진명 | 한자   | 대략적 위치                          | 비고 |
| --------- | ------ | ------------------------------------ | --- |
| 탕지현    | 湯池縣 | 잉커우 시 다스차오 시 탕지진(湯池镇) | 철주를 현으로 격하했다. 신향진(神鄕鎭)을 두었다.                                                             |
| 건안현    | 建安縣 | 잉커우 시 가이저우 시                | 대녕진(大寧鎭)이 있다.                                                                                       |
| 수암현    | 秀岩縣 |                                      | 1193년 대녕진에서 분리신설했다. 1204년(태화 4년) 다시 대녕진에 통폐합시켰다가 1216년(정우 4년)에 복구시켰다. |
| 웅악현    | 熊岳縣 | 잉커우 시 바위취안구 웅악진          | 요나라의 노주를 현으로 격하했다.                                                                             |

원나라에서는 1269년(쿠빌라이 칸 지원 6년) 개주로에서 동경의 군으로 격하되었고 웅악현과 탕지현이 건안현에 통폐합되었다. 1271년(쿠빌라이 칸 지원 8년), 건안현을 개주의 속현으로 삼았고 결과적으로 요양로의 속주가 되었다.

### 명청
1371년(명 태조 홍무 4년) 개주가 폐지되었으나 1372년(명 태조 홍무 5년) 6월 주가 복구되었다. 1376년 10월 위가 설치되면서 요동도사의 위중 하나가 되었다. 1385년 4월, 주가 다시 폐지되었다.
위 동북에 석성산(石城山), 북쪽에 염장(鹽場)이 있는 평산(平山)과 철장(鐵場), 동쪽에 주필산(駐蹕山)과 이하(泥河)와 석문관(石門關), 서쪽에 빈해(濱海)와 연운도(連雲島)와 서쪽에 염장(鹽場), 서북에는 해운선이 요하로 들어오는 양방구관(樑房口關), 남쪽에 청하(淸河)와 1409년(명 성조 영락 7년) 축성된 영녕염성(永寧鹽城), 동남에 필리하(畢裏河), 윗쪽에는 관문이 있었다.
1621년(천명제 천명 6년) 3월 개주를 폐지했다. 1664년(강희제 강희 3년) 6월 긴(緊)급의 개평현(蓋平縣)을 설치했고 봉천성 봉천부의 속현이 되었다.

## 행정 구역
6개 가도, 18개 진, 3개 향을 관할한다.
- 가도: 古楼街道, 西城街道, 东城街道, 太阳升街道, 团山街道, 西海街道.
- 진: 高屯镇, 沙岗镇, 九垄地镇, 九寨镇, 万福镇, 卧龙泉镇, 青石岭镇, 暖泉镇, 归州镇, 榜式堡镇, 团甸镇, 双台镇, 杨运镇, 徐屯镇, 什字街镇, 矿洞沟镇, 陈屯镇, 梁屯镇
- 향: 小石棚乡, 果园乡, 二台乡.

## 기후
| Gaizhou (1981−2010)의 기후                     | Gaizhou (1981−2010)의 기후 | Gaizhou (1981−2010)의 기후 | Gaizhou (1981−2010)의 기후 | Gaizhou (1981−2010)의 기후 | Gaizhou (1981−2010)의 기후 | Gaizhou (1981−2010)의 기후 | Gaizhou (1981−2010)의 기후 | Gaizhou (1981−2010)의 기후 | Gaizhou (1981−2010)의 기후 | Gaizhou (1981−2010)의 기후 | Gaizhou (1981−2010)의 기후 | Gaizhou (1981−2010)의 기후 | Gaizhou (1981−2010)의 기후 |
| 월                                             | 1월                        | 2월                        | 3월                        | 4월                        | 5월                        | 6월                        | 7월                        | 8월                        | 9월                        | 10월                       | 11월                       | 12월                       | 연간                       |
| ---------------------------------------------- | -------------------------- | -------------------------- | -------------------------- | -------------------------- | -------------------------- | -------------------------- | -------------------------- | -------------------------- | -------------------------- | -------------------------- | -------------------------- | -------------------------- | -------------------------- |
| 역대 최고 기온 °C (°F)                         | 9.9 (49.8)                 | 19.0 (66.2)                | 22.7 (72.9)                | 29.8 (85.6)                | 34.7 (94.5)                | 36.6 (97.9)                | 36.8 (98.2)                | 36.1 (97.0)                | 33.3 (91.9)                | 27.7 (81.9)                | 21.5 (70.7)                | 16.2 (61.2)                | 36.8 (98.2)                |
| 일평균 최고 기온 °C (°F)                       | −2.7 (27.1)                | 1.1 (34.0)                 | 7.8 (46.0)                 | 16.8 (62.2)                | 23.1 (73.6)                | 27.2 (81.0)                | 29.1 (84.4)                | 28.8 (83.8)                | 24.6 (76.3)                | 17.2 (63.0)                | 7.6 (45.7)                 | 0.3 (32.5)                 | 15.1 (59.1)                |
| 일일 평균 기온 °C (°F)                         | −8.0 (17.6)                | −4.1 (24.6)                | 2.8 (37.0)                 | 11.6 (52.9)                | 17.9 (64.2)                | 22.5 (72.5)                | 25.1 (77.2)                | 24.5 (76.1)                | 19.3 (66.7)                | 11.7 (53.1)                | 2.4 (36.3)                 | −4.8 (23.4)                | 10.1 (50.1)                |
| 일평균 최저 기온 °C (°F)                       | −12.5 (9.5)                | −8.5 (16.7)                | −1.8 (28.8)                | 6.4 (43.5)                 | 12.8 (55.0)                | 17.9 (64.2)                | 21.4 (70.5)                | 20.5 (68.9)                | 14.3 (57.7)                | 6.7 (44.1)                 | −2.1 (28.2)                | −9.1 (15.6)                | 5.5 (41.9)                 |
| 역대 최저 기온 °C (°F)                         | −28.2 (−18.8)              | −22.0 (−7.6)               | −13.3 (8.1)                | −7.1 (19.2)                | 2.5 (36.5)                 | 8.1 (46.6)                 | 14.9 (58.8)                | 9.5 (49.1)                 | 2.9 (37.2)                 | −6.4 (20.5)                | −16.5 (2.3)                | −23.2 (−9.8)               | −28.2 (−18.8)              |
| 평균 강수량 mm (인치)                          | 4.5 (0.18)                 | 6.5 (0.26)                 | 13.4 (0.53)                | 31.7 (1.25)                | 50.9 (2.00)                | 70.8 (2.79)                | 142.9 (5.63)               | 155.0 (6.10)               | 54.5 (2.15)                | 34.7 (1.37)                | 15.4 (0.61)                | 7.8 (0.31)                 | 588.1 (23.18)              |
| 평균 상대 습도 (%)                             | 58                         | 54                         | 52                         | 50                         | 55                         | 66                         | 77                         | 78                         | 70                         | 64                         | 60                         | 59                         | 62                         |
| 출처: China Meteorological Data Service Center |                            |                            |                            |                            |                            |                            |                            |                            |                            |                            |                            |                            |                            |